# Iglesia de Saint Mary (Los Ángeles)
La iglesia católica de Santa María (St. Mary) es una parroquia católica  ubicada en el barrio de Boyle Heights, Los Ángeles. Fue fundada el 10 de noviembre de 1896, y el edificio de la iglesia fue consagrado el 14 de noviembre de 1897 por el obispo Gregory Montgomery.
La iglesia de Saint Mary es la quinta parroquia más antigua de Los Ángeles, y fue la primera iglesia parroquial fundada para servir al barrio de Boyle Heights. Las fronteras de St. Mary alguna vez incluyeron la parroquia del Sagrado Corazón ubicada más al norte, y la Iglesia de Nuestra Señora la Reina de los Ángeles, así como la antigua Catedral de Santa Bibiana al oeste. St. Mary se extendía al este Puente Hills y hacia el sur hasta los límites con la parroquia Wilmington.
Ha sido administrada desde la década de 1960 por los salesianos de Don Bosco. A mediados de la década de 1990, las Hijas de María Auxiliadora (también conocidas como las Hermanas Salesianas) comenzaron a administrar la Escuela de Santa María, la tercera escuela parroquial establecida en la Diócesis de Los Ángeles en 1907.

## Arte religioso y arquitectura

### Iglesia de 1897
El primer edificio de la iglesia fue construido en 1897 en la esquina de las calles Fourth y Chicago en el vecindario de Boyle Heights. El edificio tenía una capacidad para 400 personas. El arquitecto R.B Young construyó la iglesia en estilo románico. John Hanlon construyó el edificio y donó el altar mayor blanco y dorado y los altares laterales.

### Iglesia de 1926
En 1923, la iglesia original fue demolida para dar cabida a una feligresía creciente, y una nueva instalación fue construida en 1926. Fue dedicada por el obispo John Joseph Cantwell. El destacado arquitecto de Los Ángeles, Thomas Franklin Power, diseñó la iglesia en un estilo arquitectónico bizantino del norte de Italia: "Me pareció que el bizantino del norte de Italia ofrecía el mejor medio de expresión arquitectónica; y el estilo desarrollado ha marcado una belleza". Las columnas interiores y exteriores de la iglesia presentan elementos arquitectónicos tomados de prominentes edificios arquitectónicos bizantinos y románicos. Power describe el diseño interior, diciendo: "Otros motivos tomados de la Santa Sofía en Constantinopla, de la Catedral y San Apolinario de Rávena y de San Marcos en Venecia, proporcionaron detalles para capiteles y paneles de varias porciones". La estatua de San José en el santuario es uno de los pocos elementos del edificio original de la iglesia que todavía se usa en la actualidad.

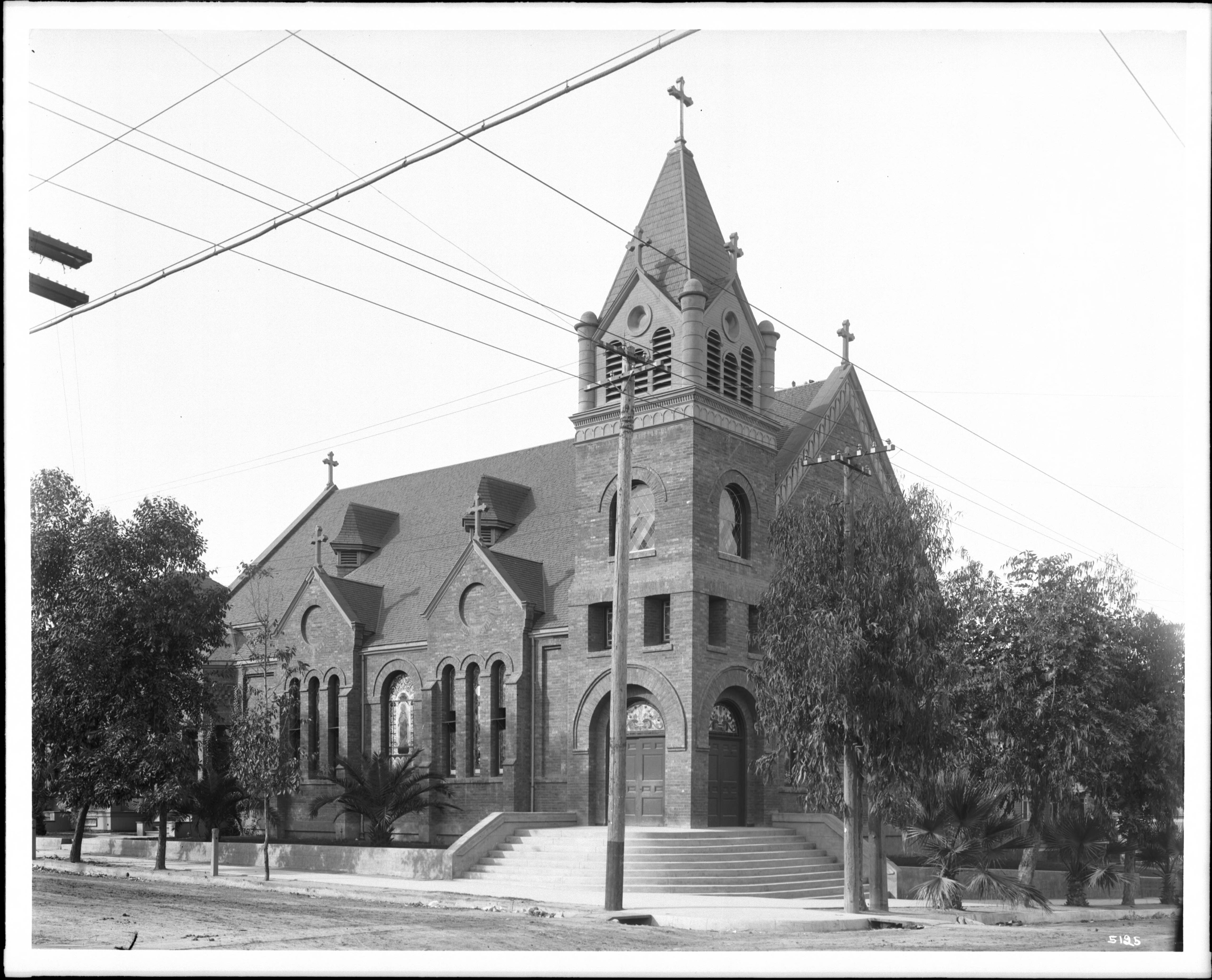
Iglesia original de ladrillo rojo en la calle Cuarta y la calle Chicago en Boyle Heights. La Iglesia fue reconstruida para acomodar más asientos.

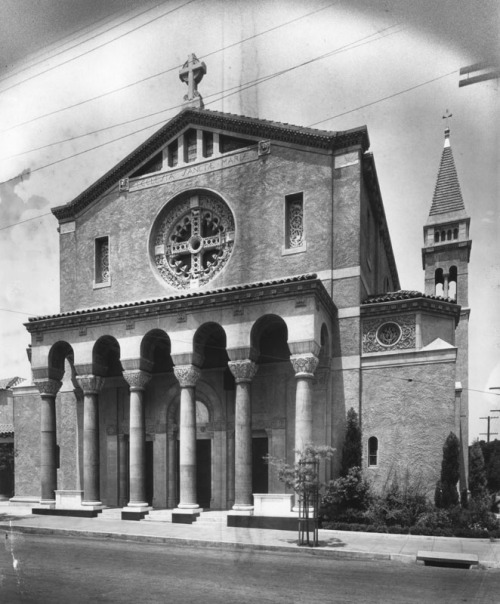
La iglesia en 1926. Obsérvese la aguja en el campanario, que ya no está allí.

### Campana de la iglesia y Campanario
La campana original del edificio de la iglesia de Santa María de 1896 todavía está en uso. El campanario de St. Mary tenía originalmente 136 pies (60 metros) de altura e incluía un campanario y una cruz romana. Durante las renovaciones, se removió el campanario. La torre recibió daños después del terremoto de Northridge de 1994, lo que resultó en reparaciones y el cierre de la acera.

### Embellecimientos de la iglesia
El edificio de la Iglesia de Santa María de 1926 fue embellecido por el conocido artista del lado este de Los Ángeles, Candelario Rivas. Muchos de los adornos se han pintado durante las renovaciones y los cambios posteriores al Vaticano II en el Santuario.

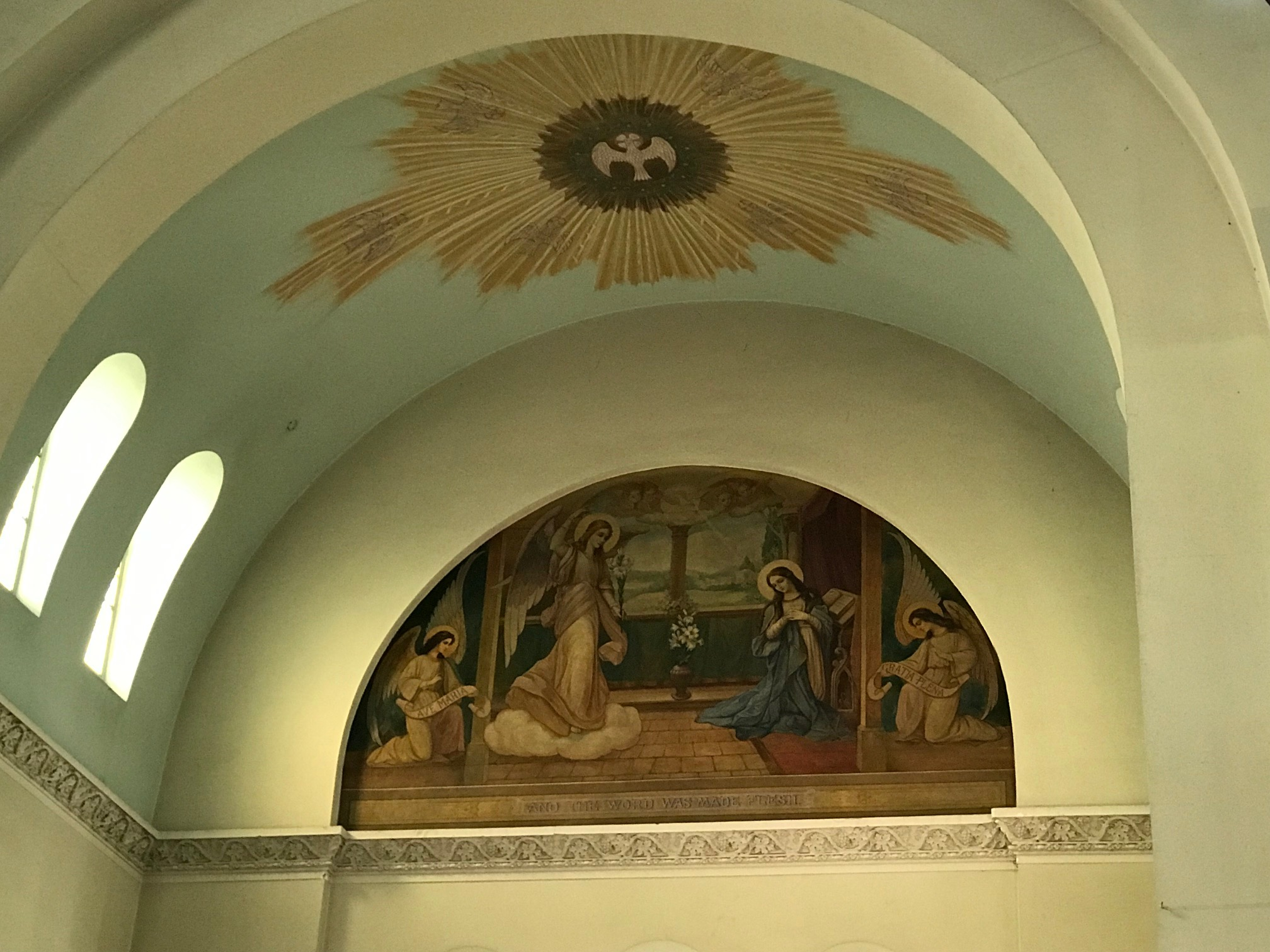
El mural del Santuario que representa la Anunciación de María. El mural está pintado sobre lienzo. El lienzo es de dos piezas, y las costuras se pueden ver en la sección inferior del mural.

### Mural de la Anunciación
El mural que representa la Anunciación de María en el santuario de la iglesia fue encargado y pintado por el artista eclesiástico alemán Theodore Brasch..

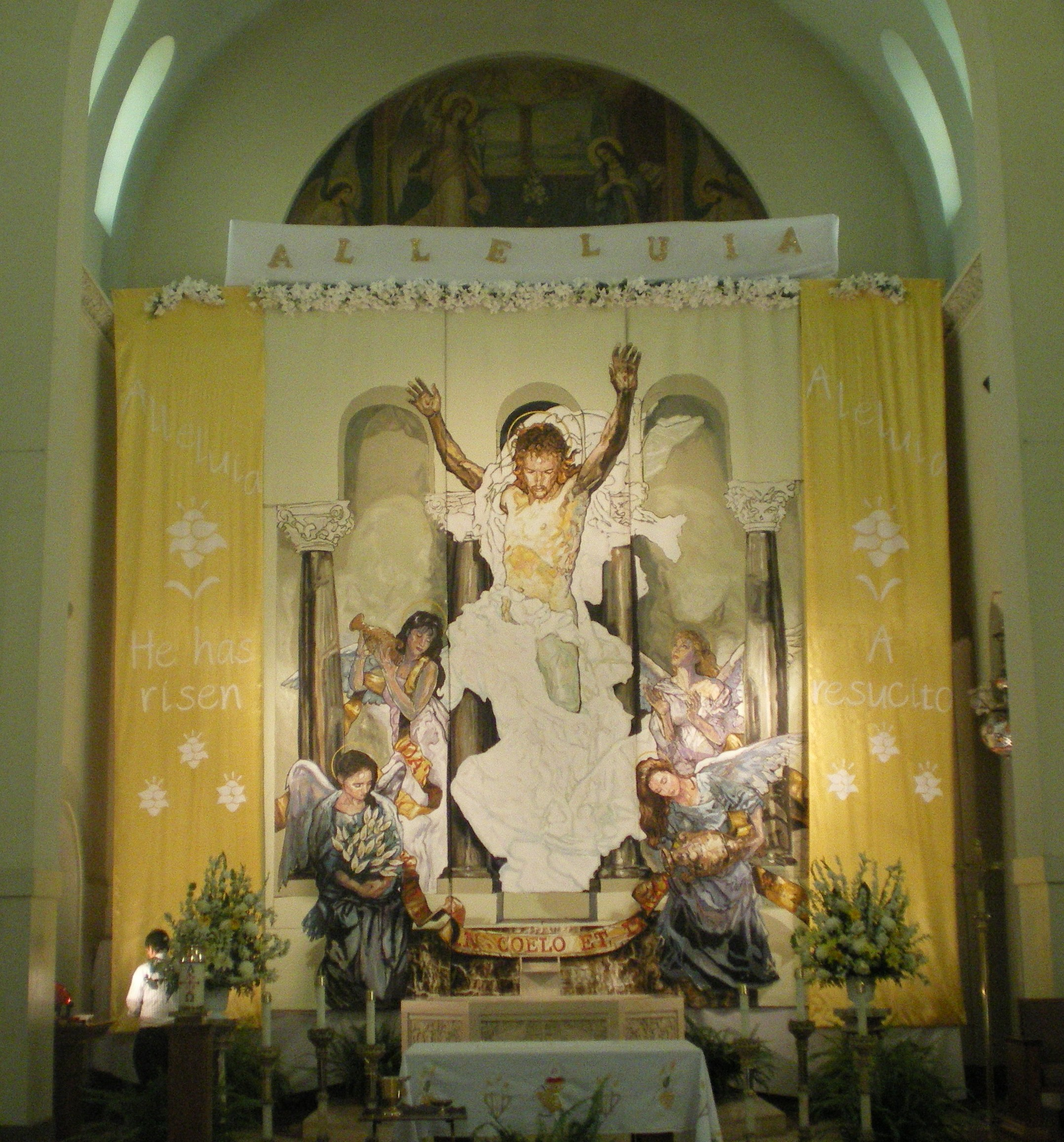
El original mural de 1992 de George Yepes en exhibición durante los servicios de la Vigilia Pascual en la Iglesia Católica de Santa María (Los Ángeles).

### Mural de la Resurrección
En 1992, el famoso muralista chicano George Yepes donó un gran mural de tres paneles sobre lienzo de la Resurrección de Jesucristo pintado con elementos de la técnica trampantojo. El mural presenta a un Cristo resucitado donde se encuentra actualmente el crucifijo de la Iglesia. El mural está pintado en tres grandes paneles de lona y tiene un marco de madera, acero y metal personalizado sobre el que se estira el lienzo. El mural se muestra ocasionalmente durante los servicios de la Vigilia Pascual.

## Visita por el futuro Papa Pío XII (1936)
En octubre de 1936, durante una gira por los Estados Unidos, el cardenal italiano Eugenio Pacelli acompañó al arzobispo Cant-well en una gira por la entonces diócesis. En el camino, hicieron una breve parada en la Iglesia de Santa María. Tres años más tarde, en marzo de 1939, el cardenal Eugenio Pacelli fue elegido Papa y asumió el nombre de Papa Pío XII. "St. Mary's podría reclamar legítimamente haber sido visitada por un Papa, incluso si fue unos años antes de su elección".

## Actual construcción
Quedan pocos elementos de la Iglesia original de 1896. La estatua de San José en el santuario de la Iglesia es original de la Iglesia de 1896. Una estatua de San Patricio fue donada a la Parroquia Salesiana de Watsonville, California por el Padre Avelino Lorenzo, SDB, pastor de la Iglesia en varios períodos de tiempo.

### Órgano de Tubos original
El órgano de tubos original del fabricante Kilgen de San Luis, Misuri, todavía está en uso y se puede ver en el desván del coro.

### Daños causados por el terremoto Whittier Narrows de 1987
En 1987, la Iglesia fue devastada por el terremoto de Whittier Narrows, que causó grandes daños estructurales y condujo a la remodelación actual. El padre Avelino Lorenzo, SDB, entonces pastor de la parroquia, dirigió un esfuerzo para reparar y reforzar el edificio de la iglesia, recaudando casi $ 770,000 en fondos de reparación.

### Daños causados por el terremoto de North ridge de 1994
En 1994, la Iglesia se cerró una vez más debido al terremoto de Northridge, que solo causó daños cosméticos en las paredes exteriores y en el interior de las obras de arte. El pastor Fr. Avelino Lorenzo, SDB dirigió el esfuerzo por restaurar gran parte del trabajo de yeso de la iglesia. El trabajo fue completado por United Staff y Stone Co. de Los Ángeles.

## Apariciones de la iglesia en películas
- 1993 - Blood In Blood Out (en español Sangre por sangre - Obligado por Honor)
- 2017 - Shot

## Sacerdotes que han servido en la iglesia de St. Mary
1. Fr. Joseph Doyle (1896-1900)
2. Fr. Joseph Barron (1900-1910)
3. Fr. Joseph McManus (1910-1918)
4. Fr. John Gallagher (1918-1919)
5. Fr. Thomas O'Regan (1919-1937) d. 1957
6. Msgr. Thomas O'Dwyer (1937-1960) d. 1966
7. Msgr. James Postre (1960-1965)
8. Fr. Albert Negri, SDB (1965-1968)
9. Fr. Charles Farina, SDB (1968-1974)
10. Fr. Rafael Sanchez, SDB (1974-1980)
11. Fr. Roger Luna, SDB (1980-1984)
12. Fr. Joseph Farias, SDB (1984-1987, 2002-2010)
13. Fr. Avelino Lorenzo, SDB (1987-1996, 2010-2011)
14. Fr. Jim Nieblas, SDB (1996-2002)
15. Fr. Francisco Muñoz, SDB (2011-2013)
16. Fr. Jesse Montes, SDB (2013-2018)
17. Fr. Rafael Saiz, SDB (2018–presente)[11]